# Le Tueur au visage d'ange

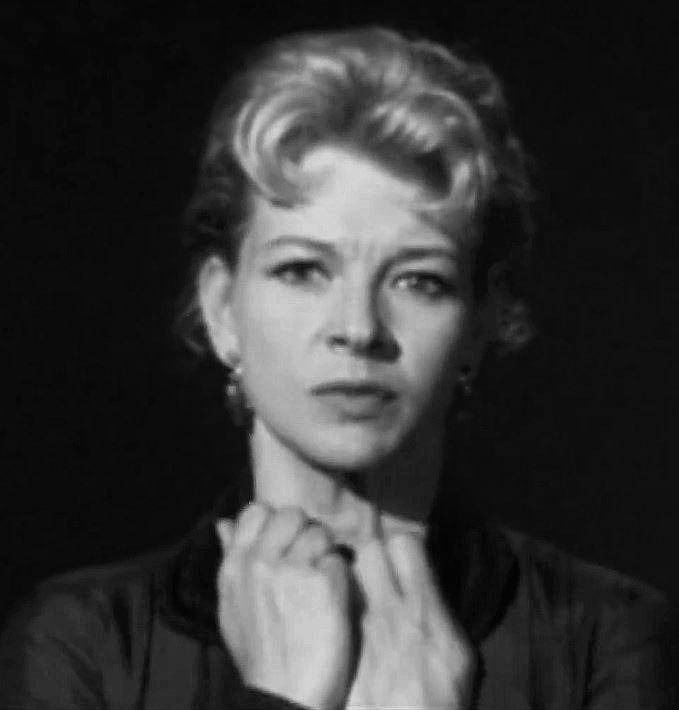
Dolores Michaels dans la bande-annonce du film.

Le Tueur au visage d'ange (The Fiend Who Walked the West) est un western américain réalisé par Gordon Douglas en 1958 qui est le remake du film noir d'Henry Hathaway de 1947 Le Carrefour de la mort.

## Synopsis
Quatre hommes dévalisent une banque après avoir neutralisé le vigile, ce dernier parvient à se libérer et à en enfermer Dan Hardy l'un des malfaiteurs dans la chambre forte. Ses complices s'enfuient avec le magot tandis que lui écope de 10 ans de prison, il a le temps de dire à sa femme enceinte qu'elle est recevable d'un quart du butin. Dan refuse de donner le nom de ses complices. En prison il se lie avec Felix Griffin, un jeune voyou aux réactions étranges condamné à une peine légère. La femme de Dan lui écrit et lui fait comprendre à demi-mot qu'elle n'a pas reçu l'argent qu'elle attendait.
Avant de sortir de prison Felix nargue Dan en lui laissant entendre que sa femme ne l'attendra pas, les deux hommes se battent. Il se trouve que Dan lui avait imprudemment lâché le nom de l'un de ses complices, Paul Finey. Felix se rend chez ce dernier, tue sa mère, attend Paul, lui fait avouer où l'argent est caché et le tue à son tour. Il se rend ensuite chez Ellen, la femme de Dan et lui propose de vivre avec elle, elle le gifle.
L'attitude de Felix qui mène grande vie et dépense beaucoup d'argent commence à questionner le marshall qui en réfère au juge. Les deux hommes décident alors d'utiliser Dan en simulant son évasion de prison. Dan se rend chez Felix et essaie de regagner sa confiance, resté seul un moment il cherche une pièce à conviction et trouve la bague de la mère de Paul Finey marquée de ses initiales. Felix passe en jugement mais est acquitté à la suite du faux témoignage de sa petite amie.
Dan décide de provoquer Felix dans le saloon, et lui propose de se battre en duel à l'extérieur. Félix accepte, et Dan lui tourne le dos, Felix tire, mais Dan qui avait anticipé le coup roule au sol et tue Felix.

## Fiche technique
- Titre original : The Fiend Who Walked the West
- Titre français : Le Tueur au visage d'ange
- Réalisateur : Gordon Douglas
- Scénario : Ben Hecht, Charles Lederer
- Musique : Les Baxter
- Photographie : Joseph MacDonald
- Compagnie : 20th Century Fox
- Date de sortie 
  - États-Unis : 1er août 1958
- Durée : 101 minutes
- Pays :  États-Unis
- Langue : Anglais

## Distribution
- Hugh O'Brian : Dan Hardy
- Robert Evans : Felix Griffin
- Dolores Michaels : May
- Linda Cristal : Ellen Hardy
- Stephen McNally : Marshal Frank Emmett
- Edward Andrews : Juge Parker
- Ron Ely : Jim Dyer
- Bernard Nedell (non crédité) : un ivrogne

## Autour du film
- Le film n'est jamais sorti en salle en France, il fut projeté à la télévision pour la première fois dans le cadre de l'émission d'Eddy Mitchell, la dernière séance.
- La musique du film signée Les Baxter n'est pas inédite, elle avait déjà été utilisé dans le film de Robert Wise "Le Jour où la Terre s'arrêta"